# Ludwigia stricta
Ludwigia stricta là một loài thực vật có hoa trong họ Anh thảo chiều. Loài này được (C. Wright ex Griseb.) C. Wright mô tả khoa học đầu tiên năm 1873.